# 夏书章
夏书章（1919年1月20日—2024年7月24日），字宪斌，江苏高邮人，中华人民共和国政治学家，中山大学原终身教授，毕业于国立中央大学政治学系、哈佛大学肯尼迪政府学院。曾任中国行政管理学会荣誉会长，中山大学副校长、校务委员会副主任、政治与公共事务管理学院名誉院长，联合国文官制度改革国际研讨会顾问，以及美国政策研究组织顾问等职。
夏书章是改革开放后政治学学科在中华人民共和国恢复重建的主要推动者，他与天津师范大学的徐大同、吉林大学的王惠岩、苏州大学的丘晓和北京大学的赵宝煦并称为中国政治学界“五老”。夏书章也是中华人民共和国当代公共行政学的主要奠基人，被外界称为“中国MPA之父”。

## 生平
1919年1月20日，夏书章生于高邮县送桥镇。1925年秋，在高邮五区三小读书，1929年，到县立第五小学，后转入第一小学。1930年，父亲过世，母亲靠变卖首饰供他到省立扬州中学读书。1931年的九一八事变和1932年的一二八事变都给夏书章很大的衝擊。1933年秋，因為經濟原因輟學在家，在本地小學代課補貼家用。後來到南京報社做工，投考進入南京一中讀書，受校長李清悚賞識解決了經濟上的困難。1936年，時局緊張，戰爭告急，夏書章應師範的同學邀請回鄉幫忙教書，沒有再回南京。1938年，從興化臨時高中畢業。
1939年，考取國立中央大學政治系行政學組，赴重庆入學。1943年，從國立中央大學畢業，到私立女中教英文，年底和同學汪淑钧結婚。1944年1月，離開家庭，申請赴芝加哥大學專攻行政學。抵達美國波士頓後轉入哈佛肯尼迪政府學院，中間還去明尼蘇達大學暑校就讀。1946年，沒有繼續攻讀博士，回國後隔年受到王星拱賞識南下廣州赴國立中山大學任教。
1952年中華人民共和國高等学校院系调整，政治學在全國高校悉數取消，夏書章因此轉任中山大学哲学系任教。1956年，加入中國共產黨，隔年下放勞動鍛煉。1968年，下放龙门县天堂山五七幹校。1970年，中山大學開放招生，夏書章因此被“解放”，予以恢復工作。1979年，中美關係正常化後，作為首批中國高校訪問團成員出訪美國。1980年，夏書章在全國率先呼籲恢復重建政治學學科。1982年，中山大學恢復建立政治學專業和公共管理專業，夏書章自此轉入政治与公共事务管理学院執教。
2024年7月24日，夏书章在广州去世，享年105岁。

## 著作
- 《（世界）东北部地区公共管理组织（EROPA）》
- 《行政管理学》
- 《行政学新论》
- 《行政奇才周恩来》
- 《“金石”家话》